# Tharsis Tholus
El Tharsis Tholus es un volcán marciano de tipo escudo que mide unos 150 kilómetros de diámetro y alcanza 8 kilómetros de altura aproximadamente. Tanto por el este como por el oeste del mismo, se observa una estructura "achatada", lo cual le otorga una apariencia distintiva. Uno de los motivos que pudo provocar este hecho, es que al finalizar la expulsión de la lava, el centro del volcán se vino abajo. Otra posible causa, es que se hayan producido deslizamientos de tierra a ambos lados.